# Oscinella exiqua
Oscinella exiqua är en tvåvingeart som beskrevs av Collin 1946. Oscinella exiqua ingår i släktet Oscinella och familjen fritflugor. Inga underarter finns listade i Catalogue of Life.